# Areatza
Areatza är en kommun i Spanien. Den ligger i Biscayaprovinsen i den autonoma regionen Baskien i norra delen av landet, 300 km norr om huvudstaden Madrid. Antalet invånare är 1 287 (2024). Arean är 9,12 kvadratkilometer. Areatza gränsar till Arantzazu, Zeanuri, Orozko och Artea. 